# Zlarin
Zlarin (Ital: Slarino) ist eine Insel des Archipels vor Šibenik und liegt vor der Festlandküste in Kroatien.

## Lage und Einwohner
Zlarin liegt in der Nähe von Šibenik. Der höchste Hügel ist der Klepac mit 174 m Höhe. 2011 lebten 284 Menschen auf der Insel. Die Insel ist stark bewaldet.

## Geschichte
1386 wurde die Insel das erste Mal urkundlich erwähnt. Sie ist aber schon viel länger besiedelt, wie Funde aus der Römerzeit zeigen. Im 15. Jahrhundert kam das Korallentauchen auf. Nach ihrem Ende Anfang des 20. Jahrhunderts mussten viele Bewohner auswandern. Im Dorf Zlarin gibt es noch ein Korallenmuseum, das die handwerkliche Kunst der Verarbeitung von Korallen zeigt.
Im Frühjahr 1943 befand sich auf der Insel ein italienisches Konzentrationslager (campo di concentramento Zlarino).

## Persönlichkeiten
- Vesna Parun (1922–2010), Schriftstellerin
- Anthony Maglica (* 1930), Erfinder der Maglite-Taschenlampen, wuchs auf Zlarin auf

## Einzelnachweise

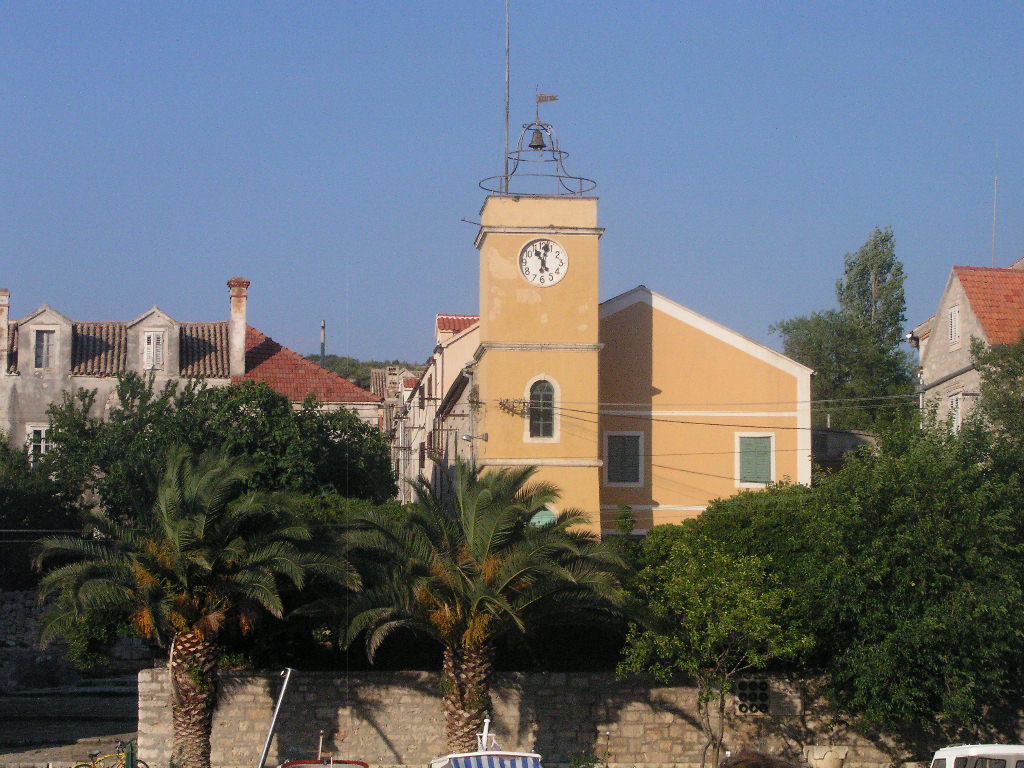
Zlarin